# ハロウィンII (2009年の映画)
『ハロウィンII』（Halloween II）は、ロブ・ゾンビが監督・脚本・製作を務めた2009年のアメリカのスラッシャー映画。2007年にゾンビが『ハロウィン』（1978年）をリメイクした『ハロウィン』（2007年）の続編であり、「ハロウィンシリーズ」の第10作目。

## ストーリー
前作で妹のローリーに撃たれ、死亡したマイケルは病院に搬送中起きた事故のショックで蘇生し、再び惨劇を始める。

## キャスト
| 役名                     | 俳優                           | 日本語吹替 |
| ------------------------ | ------------------------------ | ---------- |
| ローリー・ストロード     | スカウト・テイラー＝コンプトン | 嶋村侑     |
| サミュエル・ルーミス医師 | マルコム・マクダウェル         | 立川三貴   |
| マイケル・マイヤーズ     | タイラー・メイン               | 鈴森勘司   |
| デボラ・マイヤーズ       | シェリ・ムーン・ゾンビ         | 斎藤恵理   |
| ブランケット保安官       | ブラッド・ドゥーリフ           | 世古陽丸   |
| アニー・ブラケット       | ダニエル・ハリス               | 伊藤亜祐美 |
| ビッグ・ルー             | ダニエル・ローバック           |            |

## 製作
2008年にプロデューサーのマレク・アッカドがリメイク版の続編の企画があることを発表した。同年11月時点ではジュリアン・モーリーとアレクサンドル・バスティロを監督にするために交渉していたが、12月15日、結局ロブ・ゾンビが続投することが明らかとなった。